# Eĸaluk-54 Tasiusaq
Eĸaluk-54 Tasiusaq (nach neuer Rechtschreibung Eqaluk-54 Tasiusaq) ist ein grönländischer Fußballverein aus Tasiusaq.

## Geschichte
Eĸaluk-54 Tasiusaq wurde am 10. Oktober 1954 gegründet. Der Vereinsname bedeutet übersetzt „Seesaibling, Forelle“.
Der Verein ist erstmals 1959/60 als Teilnehmer an der Grönländischen Fußballmeisterschaft bezeugt, wo er im Sechzehntelfinale ausschied. Im Folgejahr nahm der Verein nicht an der Meisterschaft teil. 1966/67 nahm Eĸaluk-54 wieder teil, konnte sich aber nicht für die Schlussrunde qualifizieren. Erst 1991 ist der Verein das nächste Mal als Teilnehmer bezeugt, aber er schied schon in der Vorrunde aus. In den Jahren darauf verzichtete der Verein offenbar auf die Teilnahme. Erst 2003 nahm Eĸaluk-54 wieder teil, wurde aber Letzter in der Qualifikationsrunde. 2007 konnte sich die Mannschaft erstmals für die Schlussrunde qualifizieren, wo sie Platz 6 erreichte. Im Folgejahr wurde der Verein Letzter in der Schlussrunde. 2009 nahm Eĸaluk-54 Tasiusaq zum dritten Mal in Folge an der Schlussrunde teil und konnte sich erstmals für das Halbfinale qualifizieren. Am Ende erreichte die Dorfmannschaft den dritten Platz. Im Jahr darauf verpasste der Verein aufgrund der Tordifferenz die Qualifikation für die Schlussrunde. 2012 belegte der Verein einen Platz im Mittelfeld. 2013, 2014, 2018 und 2019 konnte sich Eĸaluk-54 weitere Male für die Schlussrunde qualifizieren und wurde jedes Mal Vorletzter. Auch für die Schlussrunde 2020 gelang die Qualifikation, die aber wegen der Coronaviruspandemie abgesagt werden musste.

## Platzierungen bei der Meisterschaft
- 1954/55: unbekannt
- 1958: unbekannt
- 1959/60: Sechzehntelfinale
- 1963/64: nicht teilgenommen
- 1966/67: nicht qualifiziert
- 1967/68: unbekannt
- 1969: unbekannt
- 1970: unbekannt
- 1971: unbekannt
- 1972: unbekannt
- 1973: unbekannt
- 1974: unbekannt
- 1975: unbekannt
- 1976: unbekannt
- 1977: unbekannt
- 1978: unbekannt
- 1979: unbekannt
- 1980: unbekannt
- 1981: unbekannt
- 1982: unbekannt
- 1983: unbekannt
- 1984: unbekannt
- 1985: unbekannt
- 1986: unbekannt
- 1987: unbekannt
- 1988: unbekannt
- 1989: unbekannt
- 1990: nicht teilgenommen
- 1991: nicht qualifiziert
- 1992: nicht teilgenommen
- 1993: unbekannt
- 1994: unbekannt
- 1995: nicht teilgenommen
- 1996: unbekannt
- 1997: unbekannt
- 1998: unbekannt
- 1999: nicht teilgenommen
- 2000: nicht teilgenommen
- 2001: nicht teilgenommen
- 2002: nicht teilgenommen
- 2003: nicht qualifiziert
- 2004: unbekannt
- 2005: unbekannt
- 2006: unbekannt
- 2007: Platz 6 (von 8)
- 2008: Platz 8 (von 8)
- 2009: Platz 3 (von 8)
- 2010: nicht qualifiziert
- 2011: unbekannt
- 2012: Platz 5/6 (von 10)
- 2013: Platz 7 (von 8)
- 2014: Platz 7 (von 8)
- 2015: nicht qualifiziert
- 2016: unbekannt
- 2017: nicht teilgenommen
- 2018: Platz 9 (von 10)
- 2019: Platz 5 (von 6)
- 2020: qualifiziert (nicht ausgetragen)
- 2021: (nicht ausgetragen)
- 2022: unbekannt
- 2023: Platz 6 (von 6)